# Futsal en los Juegos Panamericanos
Hasta el momento sólo se ha llevado a cabo una edición del torneo oficial de esta disciplina deportiva, concretamente la acaecida en los Panamericanos de 2007.
A pesar de haberse celebrado dicha competición, todavía no se produjo su inclusión definitiva en el programa de los Juegos, destacando su ausencia en la programación desde los Panamericanos de 2011.
El torneo era organizado conjuntamente por la FIFA y la Organización Deportiva Panamericana (ODEPA).

## Torneo masculino

### Historial
| Evento              | Oro    | Plata     | Bronce   |
| ------------------- | ------ | --------- | -------- |
| Río de Janeiro 2007 | Brasil | Argentina | Paraguay |

### Medallero
| Núm. | País      | Oro | Plata | Bronce | Total |
| ---- | --------- | --- | ----- | ------ | ----- |
| 1    | Brasil    | 1   | 0     | 0      | 1     |
| 2    | Argentina | 0   | 1     | 0      | 1     |
| 3    | Paraguay  | 0   | 0     | 1      | 1     |
|      | TOTAL     | 1   | 1     | 1      | 3     |